# مکزیکن واتر تریدینگ پست (آریزونا)
مکزیکن واتر تریدینگ پست (به انگلیسی: Mexican Water Trading Post) یک منطقهٔ مسکونی در ایالات متحده آمریکا است که در آریزونا واقع شده‌است. مکزیکن واتر تریدینگ پست ۱٬۵۰۲ متر بالاتر از سطح دریا واقع شده‌است.